# About Group (banda)
About Group es una banda de rock de improvisación establecida en 2009, formado por los miembros de Hot Chip, This Heat y Spiritualized. Formado en Londres, la agrupación es conocida por hacer álbumes sin practicar las canciones antes o tocar juntos primero.

## Historia musical
About Group realizó su primer álbum en 2009, publicado en el sello discográfico de John Coxon Trader. Aunque nunca antes habían tocado, grabaron el álbum en un día y lo debutaron en el festival Meltdown de Ornette Coleman en el Queen Elizabeth Hall.
En febrero de 2011, About Group anunció sus planes de un segundo álbum de estudio, llamado Start & Complete, para ser publicado por el sello Domino Recording Company. Similar a su primer álbum, About, Start & Complete fue también grabado en un día, en el Abbey Road Studios. Fue lanzado con críticas mixtas a positivas.
Between the Walls fue el tercer álbum de estudio de About Group, publicado en julio de 2013 por Domino Recording Company, on críticas más positivas. It was the final álbum before Hayward left the band.

## Discografía
- 2009: About
- 2011: Start & Complete
- 2013: Between the Walls